# Маковье (Выгоничский район)
Маковье — деревня в Выгоничском районе Брянской области, в составе Орменского сельского поселения. Расположена в 9 км к западу от села Малфа. Население — 43 человека (2010).

## История
Основана в начале XVIII века помещиками Тютчевыми как слобода; в XIX веке — во владении Великосовичей, Туманских, Васильчиковых и др.). Входила в приход села Карповки.
Первоначально относилась к Брянскому уезду; с последней четверти XVIII века до 1924 года в Трубчевском уезде (с 1861 — в составе Красносельской волости, с 1919 в Малфинской волости). В 1924—1929 в Жирятинской волости Бежицкого уезда; с 1929 в Выгоничском районе, а в период его временного расформирования (1932—1939, 1963—1977) — в Почепском районе.
С 1920-х гг. до 1954 в Карповском сельсовете (с 1949 года — его центр); в 1954—2005 гг. в Малфинском сельсовете.